# 多賀城碑

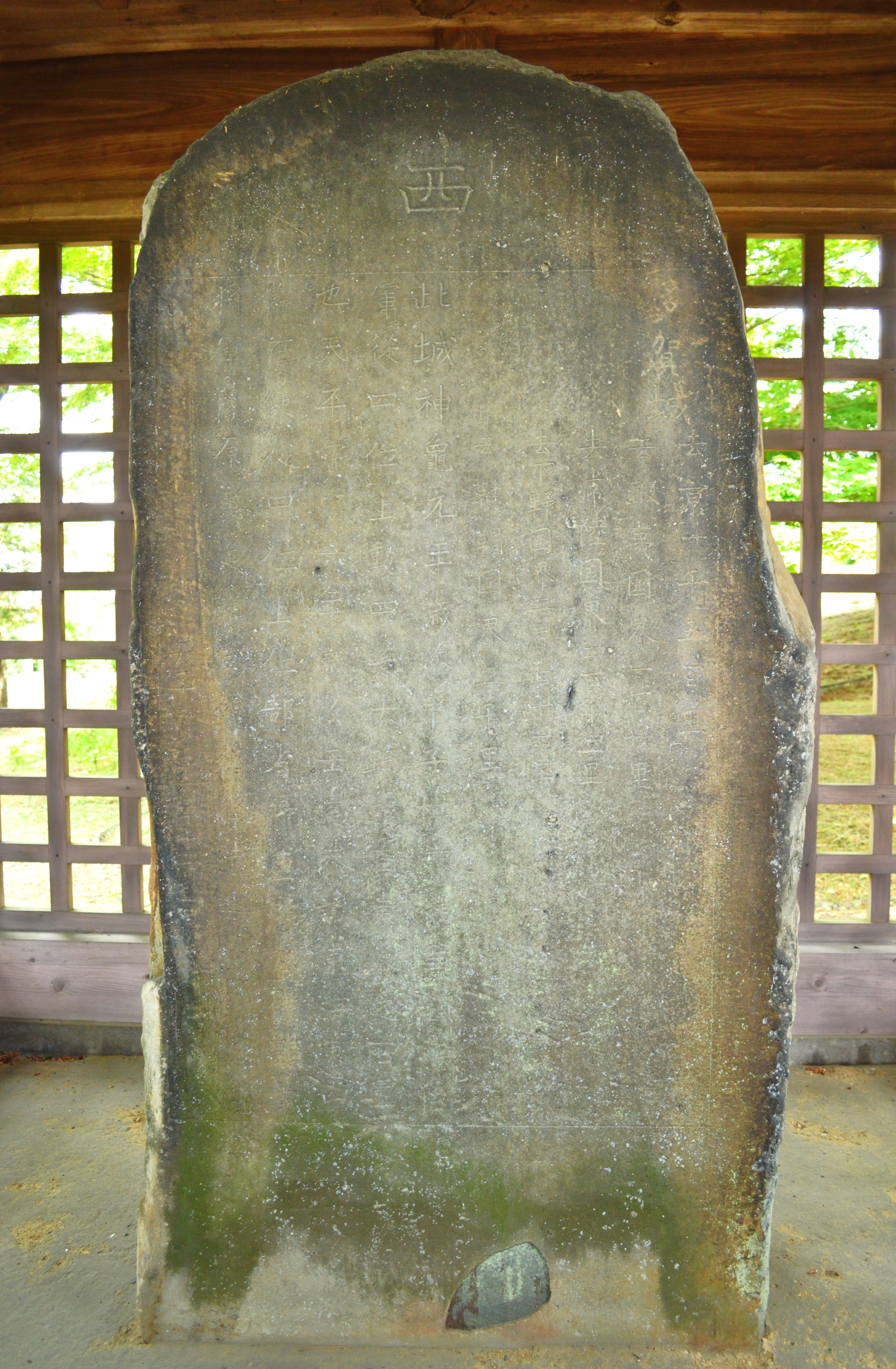
多賀城碑（国宝）

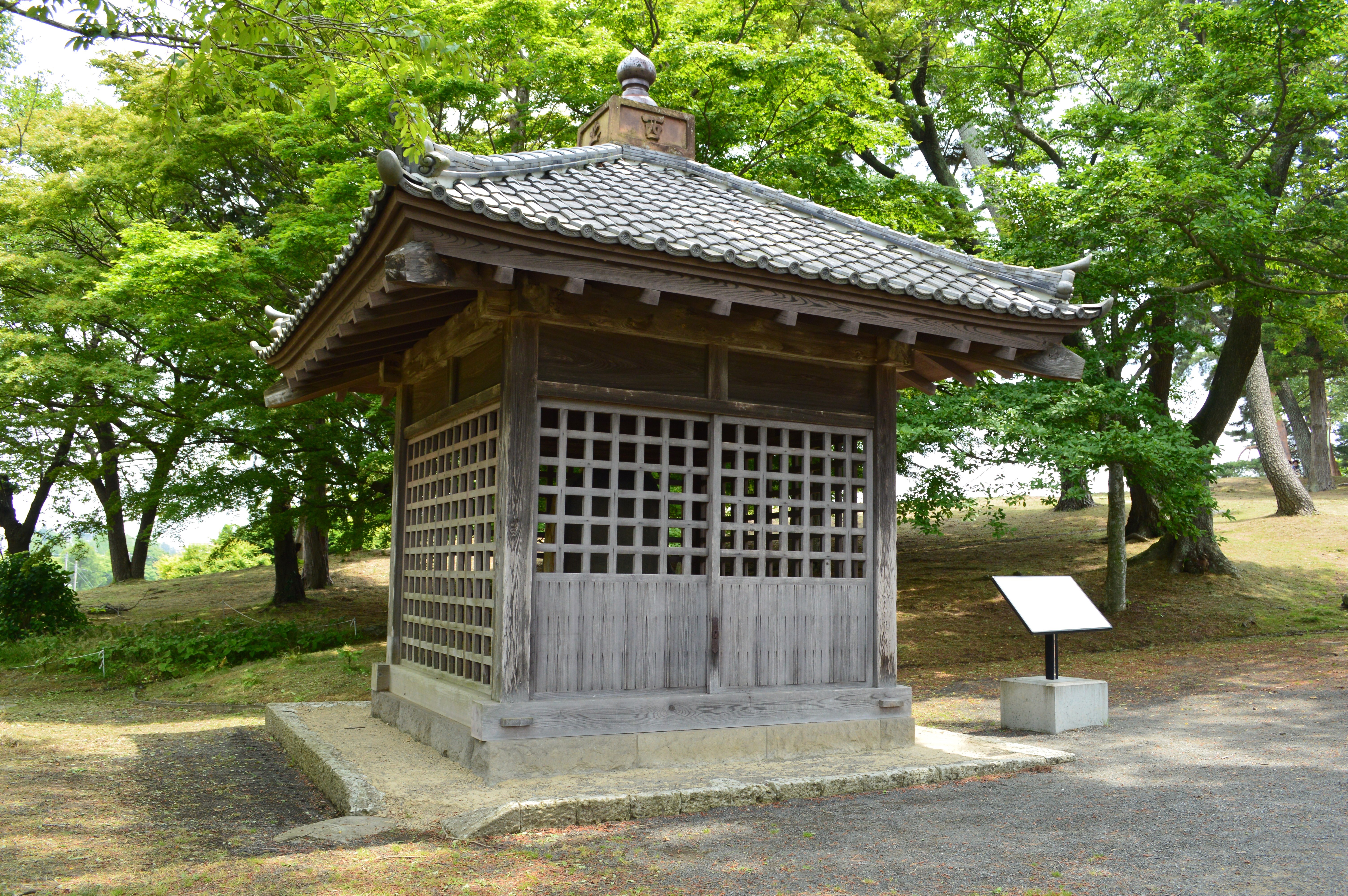
多賀城碑の覆屋

多賀城碑（たがじょうひ）は、宮城県多賀城市大字市川にある奈良時代の石碑。国宝に指定されている。
当時陸奥国の国府があった多賀城の入口に立ち、724年の多賀城創建と762年の改修を伝える。書道史の上では、日本三古碑の1つとされる。

## 概要
石材は花崗砂岩（アルコース砂岩）で、現地の南東100メートル（m）に露出する中生代三畳紀の利府層によく似た石がある。碑身は高さ約1.96 m、幅約1 m、厚さ約50 cmで、その一面を平らにして字を彫っている。その額部（碑面上部）には「西」の字があり、その下の長方形のなかに11行140字の碑文が刻まれている。
多賀城碑は、設置者の藤原朝狩（藤原恵美朝獦）が蝦夷平定を成し遂げた自身の功績を顕彰するために建造された。碑の上部に大きく刻印されている「西」の文字も、碑が西方の彼方、京の天皇へのアピールのためであることを示し、碑自体も西に向かって屹立している。
碑に記された建立年月日は、天平宝字6年12月1日（ユリウス暦762年12月20日）で、多賀城の修築記念に建立されたと考えられる。内容は、都（平城京）、常陸国、下野国、靺鞨国、蝦夷国から多賀城までの行程を記す前段部分と、多賀城が大野東人によって神亀元年（724年）に設置され、藤原恵美朝狩（朝獦）によって修築されたと記す後段部分に大きく分かれる。
石碑の保存状態を憂慮した徳川光圀の提案などを受けて江戸時代から石碑の保護のために覆堂の中に収められ、場所は古代の多賀城南門の前である。復元模型が東北歴史博物館に展示されている。1998年（平成10年）6月に国の重要文化財に指定され、2024年（令和6年）に国宝に指定された。

## 碑文

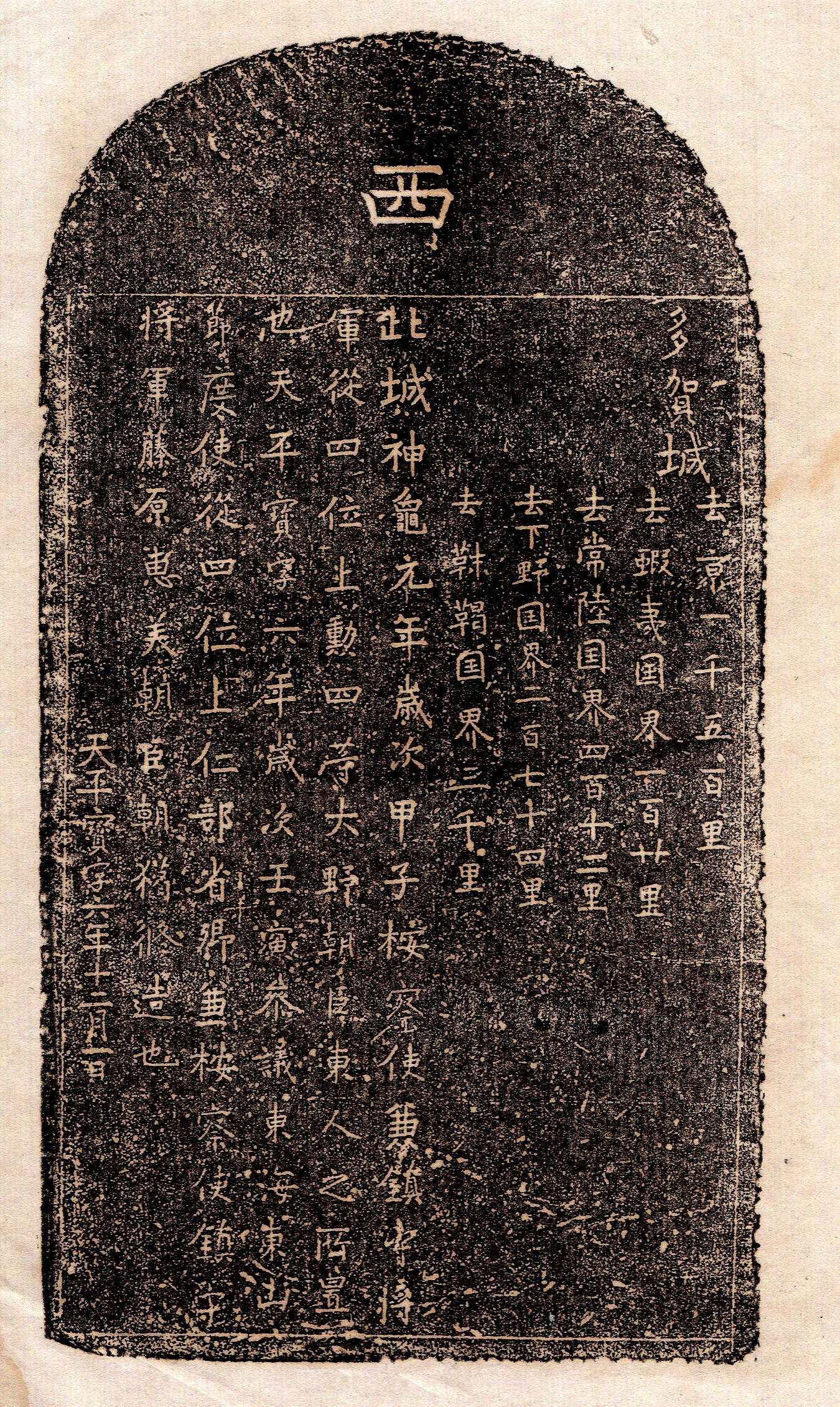
多賀城碑の拓本（安井息軒『読書余滴』より）

## 発見と学説史
江戸時代初期の万治年間から寛文年間（1658年 - 1672年）の発見とされ、土の中から掘り出されたとか、草むらに埋もれていたなどの説がある。発見当初から歌枕の一つである「壺の碑（つぼのいしぶみ）」に相当するものであるとされ、著名となった。俳人松尾芭蕉が元禄2年（1689年）に訪れたことが『奥の細道』で紹介されている。
碑文はさまざまに記録されたが異なる点が多く、現在読み取られる文面が判明したのは、仙台藩の儒者で史書編纂に従事した佐久間義和（佐久間洞巌）が、子の義方とともに拓本をとった元禄12年（1699年）である。

### 偽作説
多賀城碑は後世の偽作ではないか、との嫌疑は江戸時代末期からかけられていたが、明治時代に入ると真偽論争が活発になった。現在では真作説が有力である。
偽作説の根拠としては、奈良時代の那須国造碑などと比較すると信を置きがたいと指摘される。すなわち、書体は古風を模しているとはいえ生気が無く、集字体であり、文字の彫り方は近世以降にみられる「箱彫」であるとされた。
碑文の内容についても以下の問題点が指摘された。
1. 朝獦が碑が建てられた天平宝字6年（762年）12月1日に参議に任ぜられているのもおかしく、位階も碑には従四位上とあるが、『続日本紀』によれば従四位下であるという。また、朝獦が東山道節度使に任ぜられたことは『続日本紀』に見当たらない。
2. 碑には靺鞨国とあるが、靺鞨国はすでに国号をあらため渤海と号し、当時から2代前の聖武天皇の時代から日本との交通は頻繁であるのに靺鞨国とあるのはおかしい。
3. 常陸国界をへだたる里程もまた正史と符合しない点がある。常陸国から陸奥国に行くには山道と海道とがあり、山道は412里であり、海道は292里である。『続日本後紀』によれば和銅年間から弘仁年間までは官道は海道であり、以後、山道を官道としたという。とすれば碑の天平宝字6年（762年）は当然、海道の里数を挙げなければならないところである。

こうして、多賀城碑は仙台藩が佐久間洞巖に命じて作らせた偽作であるとの説も有力となった。

### 真作説
1963年（昭和38年）、多賀城跡の発掘調査が実施されると、8世紀半ばに多賀城の大規模な改修がおこなわれていたことが判明した。この新発見は多賀城改修を示した碑文後半の内容と一致する。それまで改修に言及する文献記録は発見されておらず、多賀城碑はこの改修を伝える唯一の文字史料として再び注目された。そして碑が偽作であるならば、これまで知られていなかった多賀城改修を記載できないはずだと考えられた。これをきっかけに多賀城碑偽作説の見直しが始まった。
碑文の書体については、筆跡学的な検討により当時の貴人、高僧などの高い教養をもった人物によって書かれたものと判明した。文字の彫り方についても再度検討され、「箱彫」ではなく「薬研彫（）」であることがわかり、近世以降の技法で彫られたものではなかった。また碑文の文字の配置には奈良時代の天平尺（2尺4寸）が用いられていることが判明した。
碑文の内容についても再検討された。大野東人の官位は陸奥国在任中に経た、按察使兼鎮守将軍、従四位上勲四等であると解釈すれば矛盾が生じないとされた。また、朝獦の官位については碑の「多賀城修築碑」という性格を考慮すると、朝獦の功績をたたえる意味で東人と同じ官位を記したのではないかと推測されている。間違った里程に関しても、そもそも偽作であれば、誤りの距離をあえて記述する動機がないはずだとされた。
さらに1997年（平成9年）の覆堂の解体修理に際して、碑の周囲の発掘調査を実施した結果、古代の据え付け跡が確認された。この調査により碑は建碑当初からこの場所にあった可能性が強まり、碑の真作説を後押しした。